# Nerax flavofasciatus
Nerax flavofasciatus là một loài ruồi trong họ Asilidae. Nerax flavofasciatus được Wiedemann miêu tả năm 1828. Loài này phân bố ở vùng Tân nhiệt đới.